# Beattyville
Beattyville is een plaats (city) in de Amerikaanse staat Kentucky, en valt bestuurlijk gezien onder Lee County.

## Demografie
Bij de volkstelling in 2000 werd het aantal inwoners vastgesteld op 1193.
In 2006 is het aantal inwoners door het United States Census Bureau geschat op 1143, een daling van 50 (-4,2%).

## Geografie
Volgens het United States Census Bureau beslaat de plaats een oppervlakte van
5,2 km², geheel bestaande uit land. Beattyville ligt op ongeveer 203 m boven zeeniveau.

## Plaatsen in de nabije omgeving
De onderstaande figuur toont nabijgelegen plaatsen in een straal van 32 km rond Beattyville.